# Єкатеринбурзький міський округ

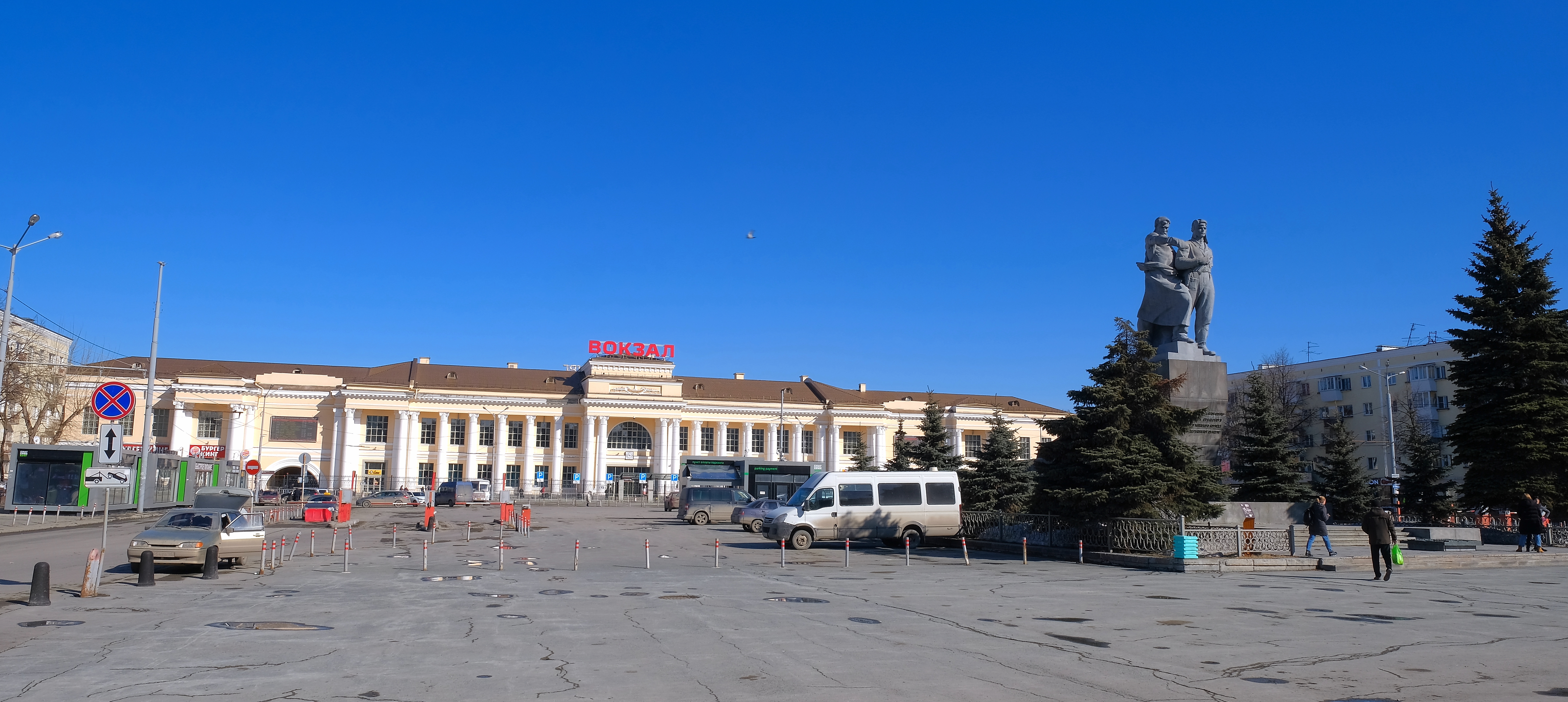
Привокзальний майдан

Єкатеринбу́рзький міський округ (рос. Екатеринбургский городской округ) — адміністративна одиниця Свердловської області Російської Федерації.
Адміністративний центр — місто Єкатеринбург.

## Населення
Населення міського округу становить 1501652 особи (2018; 1383179 у 2010, 1340465 у 2002).

## Склад
До складу міського округу входять 19 населених пунктів:
| Населений пункт                    | Населення, осіб (2002) | Населення, осіб (2010) |
| ---------------------------------- | ---------------------- | ---------------------- |
| Березіт, селище                    | 95                     | 112                    |
| Верхньомакарово, село              | 84                     | 142                    |
| Глибоке, селище                    | 14                     | 41                     |
| Гора Хрустальна, селище            | 15                     | 0                      |
| Горний Щит, село                   | 4726                   | 6299                   |
| Єкатеринбург, місто                | 1293537                | 1349772                |
| Зелений Бор, селище                | 647                    | 165                    |
| Істок, селище                      | 5765                   | 5962                   |
| Козловський, селище                | 7                      | 14                     |
| Кольцово, селище міського типу     | 14735                  | -                      |
| Лиственний, селище                 | 384                    | 0                      |
| Мідний, селище                     | 475                    | 352                    |
| Мічурінський, селище               | 247                    | 164                    |
| Московський, селище                | 1480                   | 715                    |
| Мостовка, селище                   | 3                      | 28                     |
| Палкинський Торф'яник, селище      | 65                     | 100                    |
| Перегон, селище                    | 0                      | 0                      |
| Полеводство, селище                | 719                    | 920                    |
| Приісковий, селище                 | 10                     | 33                     |
| Садовий, селище                    | 3017                   | 3242                   |
| Світла Річка, селище               | 0                      | 0                      |
| Сєверка, селище                    | 3380                   | 3516                   |
| Сисерть, селище                    | 736                    | 827                    |
| Сім Ключей, селище                 | 37                     | 150                    |
| Совхозний, селище                  | 3605                   | 3939                   |
| Хутор, селище                      | 0                      | 1                      |
| Чусовське Озеро, селище            | 548                    | 676                    |
| Шабровський, селище                | 3933                   | 4526                   |
| Широка Річка, селище               | 272                    | 328                    |
| Широка Річка, селище міського типу | 1150                   | -                      |
| Шувакіш, селище                    | 753                    | 1067                   |
| Ягодний, селище                    | 26                     | 88                     |

- 12 жовтня 2004 року селища міського типу Кольцово та Широка Річка були ліквідовані і включені в межі міста Єкатеринбург[11].
- 13 квітня 2017 року селища Глибоке, Гора Хрустальна, Козловський, Лиственний, Мостовка, Перегон, Приісковий, Світла Річка, Сім Ключей, Хутор, Ягодний були ліквідовані і включені в межі міста Єкатеринбург[12].

## Найбільші населені пункти
| № | Населений пункт | Населення, осіб (2002) | Населення, осіб (2010) |
| - | --------------- | ---------------------- | ---------------------- |
| 1 | Єкатеринбург    | 1 293 537              | 1 349 772              |
| 2 | Горний Щит      | 4 726                  | 6 299                  |
| 3 | Істок           | 5 765                  | 5 962                  |
| 4 | Шабровський     | 3 933                  | 4 526                  |
| 5 | Совхозний       | 3 605                  | 3 939                  |
| 6 | Сєверка         | 3 380                  | 3 516                  |
| 7 | Садовий         | 3 017                  | 3 242                  |
| 8 | Шувакіш         | 753                    | 1 067                  |

## Знамениті уродженці
Сергій Свєтлаков-шоумен, телеведучий, актор, продюсер, сценарист
Олександр Масляков-телеведучий, телепродюсер
Семен Альтов-письменник-гуморист
Олексій Балабанов-кінорежисер, продюсер, сценарист
Юрій Лоза-співак, композитор
Олександр Малінін-співак
Ігор Алтушкін-підприємець, засновник і голова ради директорів «російської мідної компанії». Меценат і громадський діяч